# Haplodrassus montanus
Haplodrassus montanus är en spindelart som beskrevs av Paik och Sohn 1984. Haplodrassus montanus ingår i släktet Haplodrassus och familjen plattbuksspindlar. Inga underarter finns listade i Catalogue of Life.